# Geoplaninae
Geoplaninae é uma subfamília do grupo Tricladida. É a principal representante da diversidade faunística de planárias terrestres (antigo grupo denominado Terricola) e tem distribuição neotropical, sendo encontrada em florestas da América do Sul.
Geoplaninae é representada por 16 gêneros, sendo o gênero Geoplana o mais especioso e também o mais sujeito a uma revisão taxônomica. Esta subfamília é caracterizada por planárias que possuem sola rastejadora larga e ciliada ocupando a maior parte da superfície ventral do corpo, testículos dorsais, musculatura cutânea longitudinal bem desenvolvida e disposta em feixes, e musculatura mesenquimática longitudinal ausente ou pouco desenvolvida sem formar zona anelar.
A classificação ao nível de gênero pode ser feita através da morfologia externa como a forma do corpo, mas é principalmente baseada em caracteres da morfologia interna, especialmente na análise da extremidade anterior do corpo e de caracteres do aparelho copulador. Os ocelos podem ocorrer restritos à margem do corpo, em fileira única ou espalham-se pelo dorso.
Atualmente a fauna destes animais está sendo usada para estabelecer prioridades de conservação da Mata Atlântica no Sul e Sudeste do Brasil, baseadas na sua diversidade e em estudos genéticos de biogeografia.